# Fabrizio Bentivoglio
Fabrizio Bentivoglio (Milano, 4 gennaio 1957) è un attore, regista e sceneggiatore italiano.

## Biografia

Fabrizio Bentivoglio in Marrakech Express (1989)

Fabrizio Bentivoglio è nato a Milano il 4 gennaio del 1957, figlio unico di un dentista veneto (morto quando aveva 14 anni) e di una casalinga milanese. Frequenta il liceo scientifico milanese Leonardo da Vinci, coltivando le passioni per il calcio, il canto e la chitarra. Dopo aver giocato a calcio per una sola stagione (1970-71) nella squadra giovanile dell'Inter, (della quale è un grande tifoso) lascia la carriera sportiva a causa di un infortunio al ginocchio sinistro e frequenta la scuola del Piccolo Teatro di Milano. Non porta a termine gli studi in medicina e si trasferisce a Roma.
Debutta in teatro con Timone d'Atene di William Shakespeare e inizia la carriera artistica nel cinema, partecipando al film Il bandito dagli occhi azzurri nel 1980. Nel 1996 partecipa al film Pianese Nunzio, 14 anni a maggio. Con Dario De Luca e in associazione con Studio Universal fonda la Tipota Movie Company, che nel 1999 produce i cortometraggi Il bambino con la pistola di Federico Cagnoni e Monica Zapelli e Tipota, scritto, diretto e interpretato dallo stesso Bentivoglio, che nel 2007 esordisce nella regia di un lungometraggio con Lascia perdere, Johnny!
Con il gruppo musicale Piccola Orchestra Avion Travel realizza nel 1999 lo spettacolo La guerra vista dalla luna, il già citato corto Tipota e, successivamente, fa un tour come cantante e chitarrista, interpretando sue canzoni, successivamente raccolte nel CD Sottotraccia. La colonna sonora di L'eternità e un giorno (1998) di Theo Angelopoulos contiene il brano The Poet, con la voce di Bentivoglio. Attore stimato e prolifico resta uno dei volti più noti del cinema italiano del passaggio di secolo.

## Vita privata
È stato legato all'attrice Valeria Golino. Il 20 maggio 2012 ha sposato l'attrice Silvia Pippia; la coppia ha tre figli.

## Filmografia

### Attore

#### Cinema
- Il bandito dagli occhi azzurri, regia di Alfredo Giannetti (1980)
- Masoch, regia di Franco Brogi Taviani (1980)
- La storia vera della signora dalle camelie, regia di Mauro Bolognini (1981)
- La festa perduta, regia di Pier Giuseppe Murgia (1981)
- Morte in Vaticano, regia di Marcello Aliprandi (1982)
- La donna delle meraviglie, regia di Alberto Bevilacqua (1985)
- Salomè, regia di Claude d'Anna (1986)
- Via Montenapoleone, regia di Carlo Vanzina (1987)
- Regina, regia di Salvatore Piscicelli (1987)
- Apartment Zero, regia di Martin Donovan (1988)
- Marrakech Express, regia di Gabriele Salvatores (1989)
- Turné, regia di Gabriele Salvatores (1990)
- Rebus, regia di Massimo Guglielmi (1990)
- L'aria serena dell'ovest, regia di Silvio Soldini (1990)
- Italia-Germania 4-3, regia di Andrea Barzini (1990)
- Americano rosso, regia di Alessandro D'Alatri (1991)
- Puerto Escondido, regia di Gabriele Salvatores (1992)
- La fine è nota, regia di Cristina Comencini (1993)
- Un'anima divisa in due, regia di Silvio Soldini (1993)
- Come due coccodrilli, regia di Giacomo Campiotti (1994)
- Un eroe borghese, regia di Michele Placido (1995)
- La scuola, regia di Daniele Luchetti (1995)
- Livers Ain't Cheap, regia di James Merendino (1996)
- Le affinità elettive, regia di Paolo e Vittorio Taviani (1996)
- La strage del gallo (I sfagi tou kokora), regia di Andreas Pantzis (1996)
- Pianese Nunzio, 14 anni a maggio, regia di Antonio Capuano (1996)
- Testimone a rischio, regia di Pasquale Pozzessere (1997)
- Le acrobate, regia di Silvio Soldini (1997)
- La parola amore esiste, regia di Mimmo Calopresti (1998)
- L'eternità e un giorno, regia di Theo Angelopoulos (1998)
- Del perduto amore, regia di Michele Placido (1998)
- La balia, regia di Marco Bellocchio (1999)
- The Missing, regia di Manuela Alberti (1999)
- Magicians, regia di James Merendino (2000)
- Denti, regia di Gabriele Salvatores (2000)
- La lingua del santo, regia di Carlo Mazzacurati (2000)
- Hotel, regia di Mike Figgis (2001)
- A cavallo della tigre, regia di Carlo Mazzacurati (2002)
- Ricordati di me, regia di Gabriele Muccino (2003)
- L'amore ritorna, regia di Sergio Rubini (2004)
- La terra, regia di Sergio Rubini (2005)
- L'amico di famiglia, regia di Paolo Sorrentino (2006)
- La giusta distanza, regia di Carlo Mazzacurati (2007)
- Lascia perdere, Johnny!, regia di Fabrizio Bentivoglio (2007)
- Happy Family, regia di Gabriele Salvatores (2010)
- Una sconfinata giovinezza, regia di Pupi Avati (2010)
- Scialla! (Stai sereno), regia di Francesco Bruni (2011)
- Tutto tutto niente niente, regia di Giulio Manfredonia (2012)
- La sedia della felicità, regia di Carlo Mazzacurati (2013)
- Il capitale umano, regia di Paolo Virzì (2013)
- Il ragazzo invisibile, regia di Gabriele Salvatores (2014)
- Dobbiamo parlare, regia di Sergio Rubini (2015)
- Gli ultimi saranno ultimi, regia di Massimiliano Bruno (2015)
- Forever Young, regia di Fausto Brizzi (2016)
- Sconnessi, regia di Christian Marazziti (2018)
- Loro, regia di Paolo Sorrentino (2018)
- Il testimone invisibile, regia di Stefano Mordini (2018)
- Croce e delizia, regia di Simone Godano (2019)
- L'incredibile storia dell'Isola delle Rose, regia di Sydney Sibilia (2020)
- Security, regia di Peter Chelsom (2021)
- Settembre, regia di Giulia Steigerwalt (2022)
- Grazie ragazzi, regia di Riccardo Milani (2023)
- Il ritorno di Casanova, regia di Gabriele Salvatores (2023)
- I peggiori giorni, regia di Massimiliano Bruno ed Edoardo Leo (2023)
- Eterno visionario, regia di Michele Placido (2024)

#### Televisione
- Caccia al ladro d'autore – miniserie TV (1985)
- Il corsaro – miniserie TV (1985)
- L'ultimo pensiero – film TV (1997)
- Nel nome del male, regia di Alex Infascelli – miniserie TV (2009)
- Benvenuti a tavola - Nord vs Sud, regia di Francesco Miccichè – serie TV (2012-2013)
- Romanzo siciliano, regia di Lucio Pellegrini – serie TV (2016)
- Il commissario Montalbano – serie TV, episodio 12x21 (2018)
- Il nome della rosa (The Name of the Rose), regia di Giacomo Battiato – miniserie TV, 8 episodi (2019)
- La concessione del telefono - C'era una volta Vigata, regia di Roan Johnson – film TV (2020)
- Monterossi, regia di Roan Johnson - serie TV (2022-2023)
- Raul Gardini, regia di Francesco Miccichè - docufilm (2023)

#### Cortometraggi
- I corti italiani - Nostalgia di protezione (altro titolo: Danza della fata confetto) (1997)
- Tipota (1999)

### Sceneggiatore
- Turné, regia di Gabriele Salvatores (1990)
- Tipota, regia di Fabrizio Bentivoglio (1999) - cortometraggio
- Lascia perdere, Johnny!, regia di Fabrizio Bentivoglio (2007)

### Regista
- Tipota – cortometraggio (1999)
- Lascia perdere, Johnny! (2007)

## Doppiatori italiani
- Pino Colizzi in Il bandito dagli occhi azzurri

## Teatro
- Timone d'Atene di William Shakespeare, regia di Carlo Rivolta (1978)
- La tempesta di William Shakespeare, regia di Giorgio Strehler (1978)
- I parenti terribili di Jean Cocteau, regia di Franco Enriquez (1979)
- Prima del silenzio di Giuseppe Patroni Griffi, regia di Giorgio De Lullo (1980)
- L'avaro di Molière, regia di Mario Scaccia (1981)
- La vera storia di Luciano Berio e Italo Calvino, regia di Maurizio Scaparro, Teatro alla Scala di Milano (1982)
- Gli amanti dei miei amanti sono miei amanti di Giuseppe Patroni Griffi, regia di Giuseppe Patroni Griffi (1982)
- Metti una sera a cena di Giuseppe Patroni Griffi, regia di Giuseppe Patroni Griffi (1983)
- D'amore si muore di Giuseppe Patroni Griffi, regia di Giuseppe Patroni Griffi (1985)
- Italia-Germania 4 a 3 di Umberto Marino, regia di Sergio Rubini (1987)
- La guerra vista dalla luna, opera musicale in un atto di Peppe Servillo (1995)
- La tempesta di William Shakespeare, regia di Giorgio Barberio Corsetti, Teatro Argentina di Roma (2000)
- Sunset Limited  di Cormac McCarthy, regia Gabriele Vacis (2008)
- Provando... Dobbiamo parlare, di Carla Cavalluzzi, Diego De Silva, Sergio Rubini, regia di Sergio Rubini (2015)
- L'ora di ricevimento (Banlieu) di Stefano Massini, regia di Michele Placido (2017)

## Riconoscimenti
- David di Donatello
  - 1995 – Candidatura al miglior attore protagonista per Un eroe borghese
  - 1997 – Migliore attore protagonista per Testimone a rischio[6]
  - 1999 – Migliore attore non protagonista per Del perduto amore[6]
  - 2003 – Candidatura al miglior attore protagonista per Ricordati di me
  - 2006 – Candidatura al miglior attore protagonista per La terra
  - 2008 – Candidatura al miglior regista esordiente per Lascia perdere, Johnny!
  - 2012 – Candidatura al miglior attore protagonista per Scialla! (Stai sereno)
  - 2014 – Candidatura al miglior attore protagonista per Il capitale umano
  - 2015 – Candidatura al miglior attore non protagonista per Il ragazzo invisibile
  - 2016 – Candidatura al miglior attore non protagonista per Gli ultimi saranno ultimi
  - 2019 – Candidatura al miglior attore non protagonista per Loro
  - 2021 – Migliore attore non protagonista per L'incredibile storia dell'Isola delle Rose

- Nastro d'argento
  - 2000 – Miglior produttore di cortometraggi per Tipota e Il bambino con la pistola
  - 2014 – Migliore attore protagonista per Il capitale umano

- Ciak d'oro
  - 1994 – Migliore attore protagonista per Un'anima divisa in due[7]
  - 1997 – Migliore attore protagonista per Testimone a rischio[8]
  - 2003 – Migliore attore protagonista per Ricordati di me[9]

- Grolla d'oro
  - 1990 – Miglior attore per Turné
  - 1993 – Miglior attore per Un'anima divisa in due

- Mostra internazionale d'arte cinematografica di Venezia
  - 1993 – Premio Pasinetti per l'attore per Un'anima divisa in due
  - 1993 – Coppa Volpi per il migliore attore per Un'anima divisa in due

- Montréal World Film Festival
  - 1995 – Migliore attore per Un eroe borghese

- Premio Flaiano
  - 1991 - Premio all'interprete maschile per Italia-Germania 4-3

- Sacher d'oro
  - 1997 – Migliore attore per Testimone a rischio